# Solre-Saint-Géry
Solre-Saint-Géry is een dorp in de Belgische provincie Henegouwen, en een deelgemeente van de Waalse stad Beaumont.
Solre-Saint-Géry was een zelfstandige gemeente, tot die bij de gemeentelijke herindeling van 1977 toegevoegd werd aan de gemeente Beaumont. Het dorp ligt in de Condroz.

## Demografische ontwikkeling
- Bronnen:NIS, Opm:1831 tot en met 1970=volkstellingen, 1976= inwoneraantal op 31 december

## Externe link

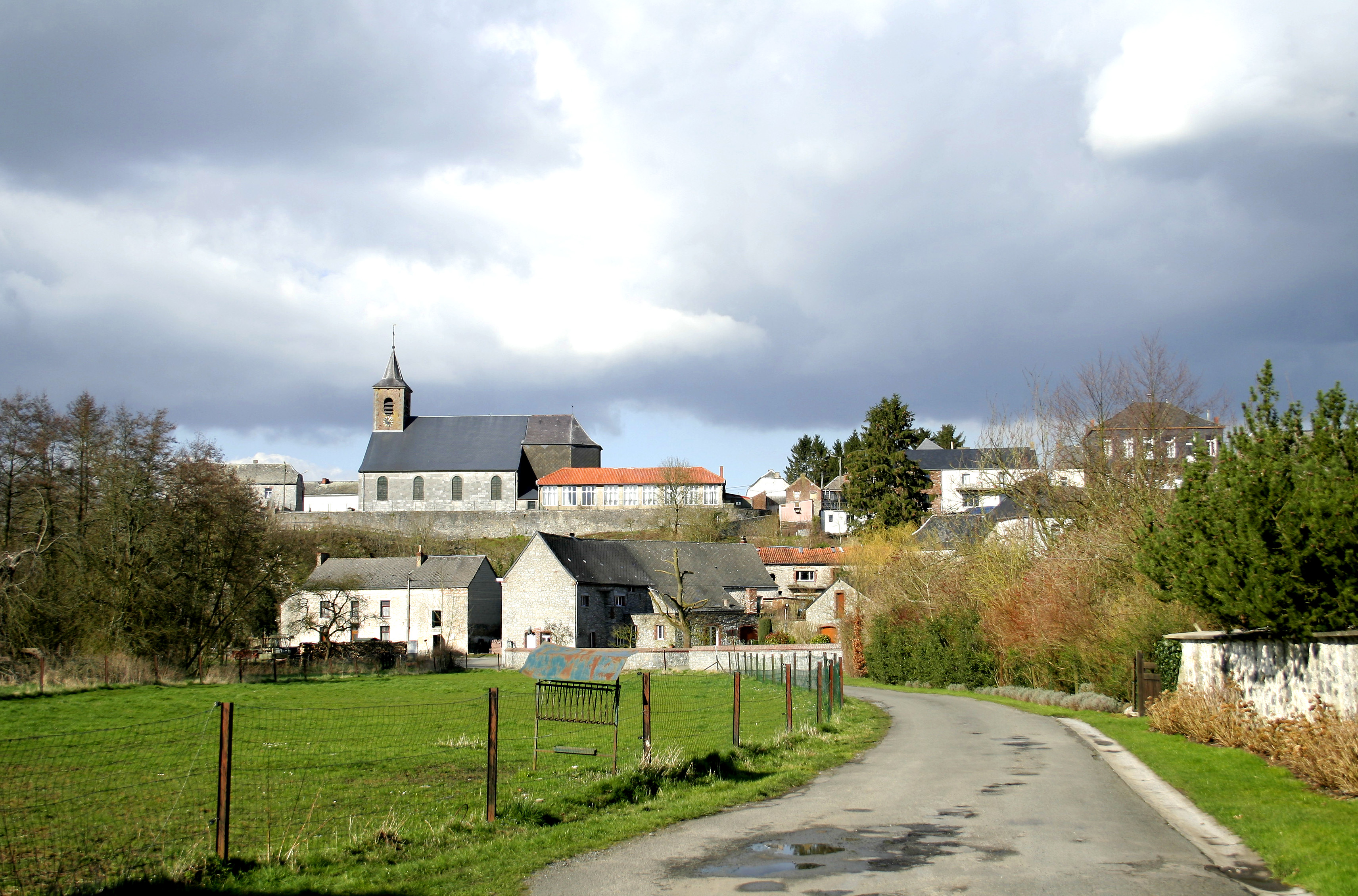
Zicht op het dorp Solre-Saint-Géry